# Honnavile, Shimoga
Honnavile là một làng thuộc tehsil Shimoga, huyện Shimoga, bang Karnataka, Ấn Độ.